# Masako Čiba
Masako Čiba (japonsko 千葉 真子), japonska atletinja, * 18. julij 1976, Uji, Japonska.
Nastopila je na poletnih olimpijskih igrah leta 1996, ko je osvojila peto mesto v teku na 10000 m. Na svetovnih prvenstvih je osvojila bronasti medalji v isti disciplini leta 1997 in maratonu leta 2003. Trikrat je osvojila Hokaidski maraton.